# Kirchgemeindehaus Grünau (Zürich-Altstetten)

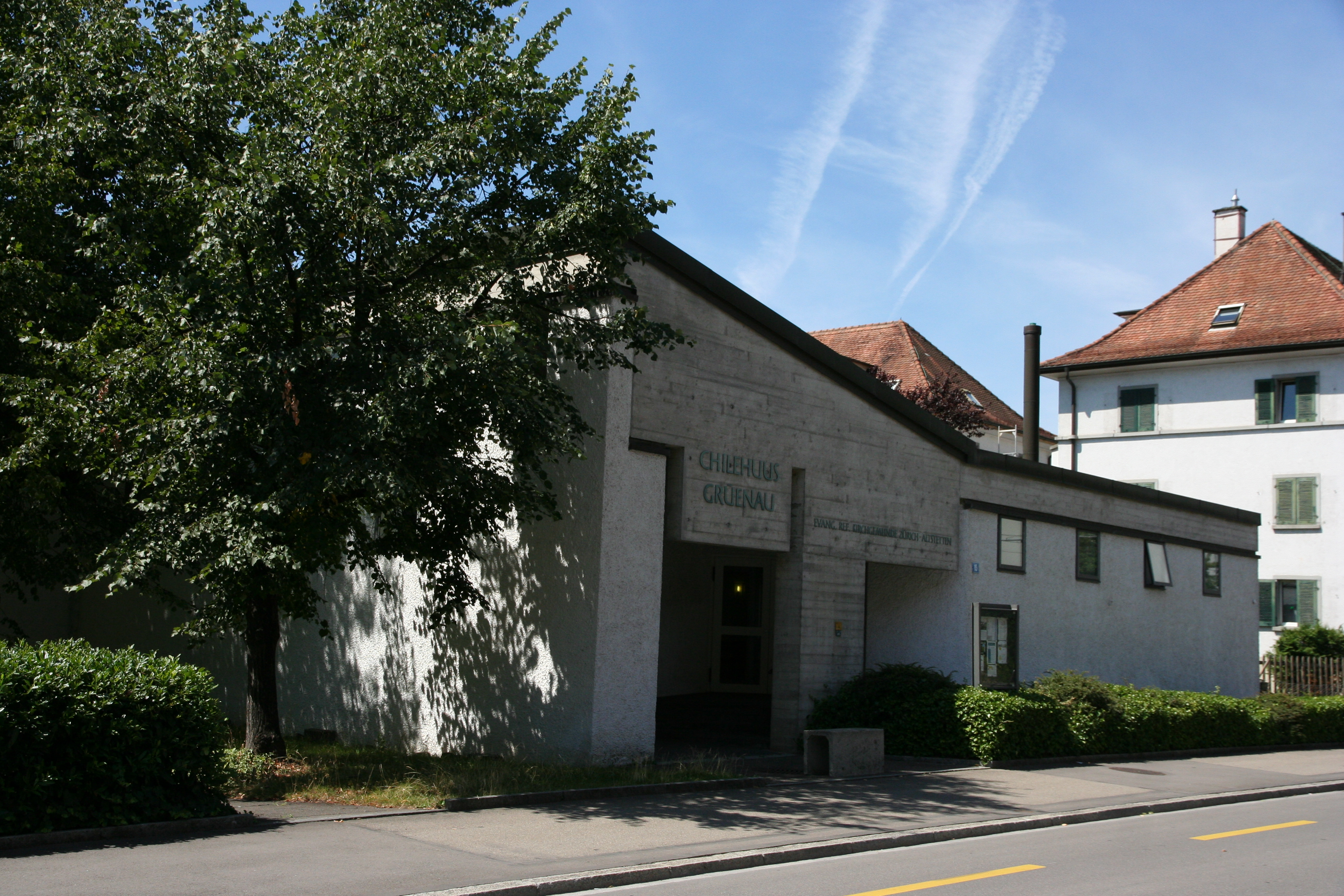
Kirchgemeindehaus Grünau

Die evangelisch-reformierte Kirche Grünau ist die jüngste reformierte Kirche in der Stadt Zürich. Sie befindet sich im gleichnamigen Gebiet des Zürcher Stadtteils Altstetten. Obwohl das Gebäude Kirchgemeindehaus genannt wird (auf Dialekt Chilehuus Grüenau), handelt es sich dennoch um eine vollwertige Kirche mit angegliederten Gemeinderäumen. 

## Entstehungsgeschichte
Das in den 1960 bis 1970er Jahren entstandene Wohngebiet Grünau ist im Norden durch die Limmat, im Osten durch die Europabrücke und im Süden durch die Autobahn eingegrenzt. Besonders die südliche Trennung zum Stadtteil Altstetten bewirkte bei den Bewohnern der Grünau den Wunsch nach einem eigenen Quartierzentrum mit Läden, Schulen und Kirchen. Auch die reformierte und die katholische Kirchgemeinde Altstetten erkannten die Notwendigkeit von kirchlichen Räumen für das Quartier Grünau, da der Weg zu den im Zentrum von Altstetten gelegenen reformierten Alten Kirche und Neuen Kirche Altstetten sowie zur katholischen Kirche Heilig Kreuz als zu weit empfunden wurde. Deshalb führte die Stadt Zürich 1967 einen Projektwettbewerb für eine Gesamtüberbauung mit städtischer Infrastruktur und je einer reformierten und einer katholischen Kirche durch. 
Diesen Wettbewerb konnte Architekt Walter Moser für sich entscheiden, der ab 1980 die städtischen Bauten (Kindergarten, Schulhaus, Freizeitzentrum, Altersheim) realisierte. Die Kirchgemeinden dagegen verzichteten aus finanziellen Gründen auf die Realisierung der beiden Kirchen. Stattdessen suchte die reformierte Kirchgemeinde nach einem Bauland für ein kleiner konzipiertes Bauprojekt; die katholische Kirchgemeinde erklärte sich bereit, als Mieterin das redimensionierte Kirchenzentrum mitzutragen. 1980 erwarb die reformierte Kirchgemeinde einen Baugrund für das Bauprojekt und führte 1981 einen begrenzten Architekturwettbewerb durch. Diesen gewann Architekt Ernst Gisel, jedoch wurde der Baukredit 1983 von der Kirchgemeindeversammlung verworfen. Nach einer weiteren Reduktion des Projektes wurde dieses 1986 von der Kirchgemeindeversammlung genehmigt und das Chilehuus Grüenau in den Jahren 1989 bis 1990 durch Ernst Gisel errichtet. Dank diesem Gebäude kann die reformierte Kirchgemeinde Altstetten die Seelsorge im Gebiet Grünau sicherstellen; auch die römisch-katholische Pfarrei Heilig Kreuz hat im Chilehuus Grüenau Gastrecht und veranstaltet regelmässig Gottesdienste.

## Baubeschreibung
Das Chilehuus Grüenau ist an der Bändlistrasse 15 gegenüber dem Altersheim Grünau gelegen. Von aussen ist es als niederer Betonbau gestaltet. Im Innenraum erfolgte eine Reduktion der Materialien auf Naturschieferböden, weiss verputzte Wände und Sichtbetondecken. 
Das Gebäude ist als Atrium um einen Innenhof auf der westlichen Seite gestaltet. Ans Foyer schliesst sich die Saalkirche auf der östlichen Seite des Gebäudes an. Sie ist nach Norden ausgerichtet und besitzt einen dreieckigen Abendmahlstisch, der mit seiner Formgebung auf die Trinität verweist, eine schlicht konzipierte Kanzel sowie eine elektronische Orgel. Je nach Grösse der Besucherzahl kann der Gottesdienstraum mit einer Schiebewand angepasst werden.